# Saint-Martin-du-Bois (Gironde)
Saint-Martin-du-Bois is een gemeente in het Franse departement Gironde (regio Nouvelle-Aquitaine) en telt 739 inwoners (2005). De plaats maakt deel uit van het arrondissement Libourne.

## Geografie
De oppervlakte van Saint-Martin-du-Bois bedraagt 9,8 km², de bevolkingsdichtheid is 75,4 inwoners per km².
De onderstaande kaart toont de ligging van Saint-Martin-du-Bois (Gironde) met de belangrijkste infrastructuur en aangrenzende gemeenten.

## Demografie
Onderstaande figuur toont het verloop van het inwonertal (bron: INSEE-tellingen).